# Кечит-Вермез
Кечит-Вермез — гора в Криму на гірському хребті Сонкі-Сиртлар. Розташована в ряду (послідовно від моря на північ): Кечит-Вермез (221 м), Папая-Кая (319 м), Панея (гора), Кутур-Оба (352 м).